# Byblos

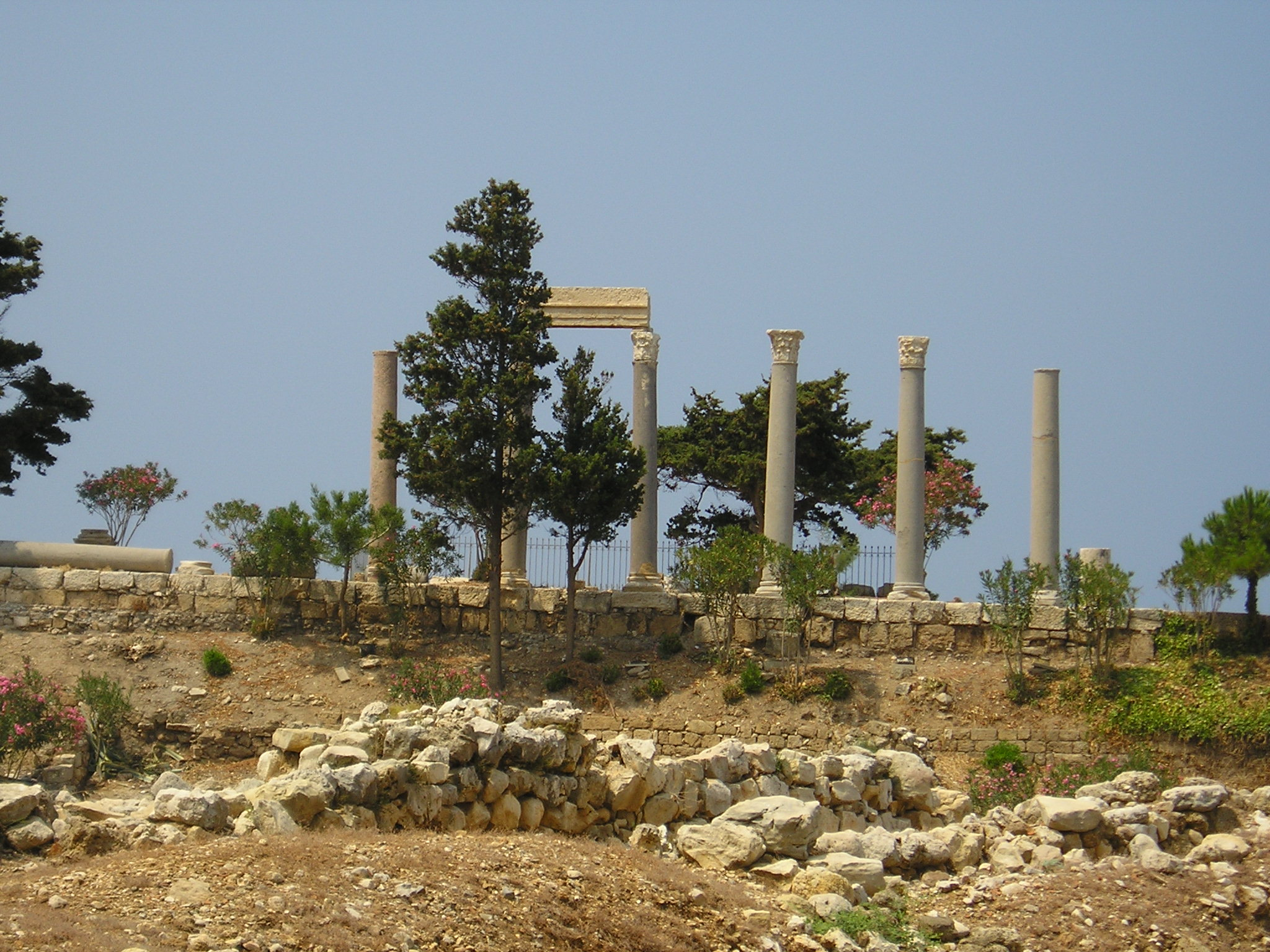
Römische Kolonnaden

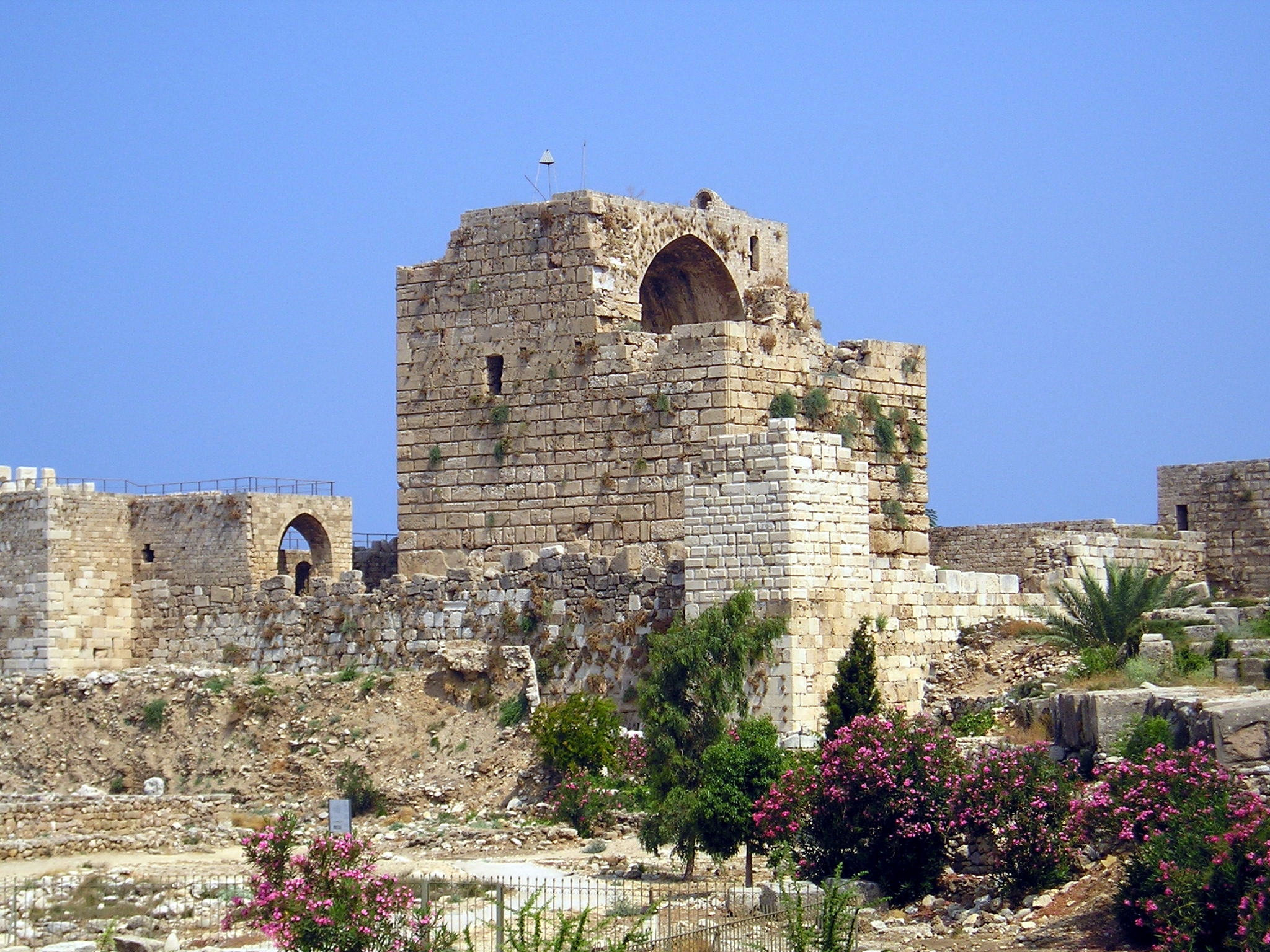
Kreuzfahrerburg

Byblos (altgriechisch Βύβλος, akkadisch Gubla, altägyptisch Kbn (Kubna), später Kpn (Kupna), althebräisch Gebal, arabisch جبيل Dschubail, DMG Ǧubail, mundartlich Jbeil) ist eine Hafenstadt an der Mittelmeerküste nördlich von Beirut im Libanon. Sie gehört zu den ältesten permanent besiedelten Orten der Erde. Ihr Hafen war in phönizischer und römischer Zeit sowie während der Kreuzzüge im Mittelalter von besonderer Bedeutung. Heute ist sie auch Hauptstadt des Distrikts Jbeil.

## Geschichte
Besiedlungsreste finden sich im Stadtgebiet von Byblos schon aus dem 5. Jahrtausend v. Chr. Im 3. Jahrtausend v. Chr. entwickelte sich Byblos zu einer bedeutenden Hafenstadt und erhielt schon um 2800 v. Chr. eine schützende Stadtmauer. In der mittleren Bronzezeit war es der wichtigste Hafen der Levante, besonders für den Export von Zedernholz nach Ägypten. Dies bestätigen ägyptische Vasen aus Alabaster und Tongefäße mit den Namenshieroglyphen von Pharaonen, die hier gefunden wurden. Im Auftrag der Ägypter wurden Transportschiffe im Hafen gefertigt. Aus dieser Handelsbeziehung wurde schließlich eine politische Abhängigkeit. Die Stadtkönige von Byblos wurden Vasallen der ägyptischen Pharaonen, schrieben sogar ihre Namen in ägyptischen Hieroglyphen und trugen ägyptische Titel.
Byblos war Hauptumschlagplatz für Papyrus, den Rohstoff zur Herstellung der Papyrusrollen, die unter anderem auch für die Überlieferung von Literatur in der griechischen Welt verwendet wurden. Nach der Stadt bezeichneten die Griechen die Papyrusrolle mit dem Neutrum βιβλίον biblion (allgemein „Büchlein, Buch“), auf das wiederum das Wort „Bibel“ zurückgeht. Mit Papyrus als neuem Beschreibstoff scheint auch die Entwicklung einer eigenen Schrift in Zusammenhang zu stehen: Die neue Silbenschrift aus Byblos ließ sich leicht auf Papyrus schreiben, anders als das schon vorher in Ugarit entwickelte Keilschrift-Alphabet.
In der zweiten Hälfte des 2. Jahrtausends v. Chr. lief Ugarit Byblos den Rang als wichtigster Hafen im östlichen Mittelmeer ab. Byblos blieb aber weiterhin eine bedeutende Hafenstadt, vor allem im Handel mit Ägypten, und erlangte kurzzeitig seine Bedeutung wieder, als Ugarit um 1200 v. Chr. zerstört wurde. Ab 900 v. Chr. geriet die Stadt immer mehr in den Einflussbereich der Assyrer. Tiglat-Pileser III. erhielt ab 743 v. Chr. Tribut von Schipitba'al (Schipit-Ba'al II.), dem König von Byblos. Vermutlich begann die assyrische Vasallenschaft aber schon mit Šulmanu-ašared III., der zahlreiche Städte tributpflichtig machte, wobei er einen Krieg zwischen Israel (Ahab) und Juda (Jehu), die Bündnisse mit syrischen Städten schlossen, zur Eroberung der Region nutzte.
Später kam die Stadt unter die Herrschaft der Babylonier und Perser. Byblos hatte eine Art Vasallenstatus. Es besaß eigene Könige, musste aber an die Großreiche Tribut zahlen. Ab dem 4. Jahrhundert v. Chr. prägte Byblos auch eigene Münzen, von denen die Namen einiger Könige bekannt sind.
Nach dem Tod Alexanders des Großen wurde die Stadt Teil des Seleukidenreiches und stellte keine eigenen Könige mehr. Sie verlor damit jegliche politische Eigenständigkeit. In der römischen Zeit erlebte Byblos eine Phase allgemeinen Wohlstands, wie zahlreiche Mosaiken, ein Theater, eine Kolonnade und ein Nymphäum belegen. Die Stadt prägte auch wieder eigene Münzen. Byblos hatte nach Philo von Alexandria den Ruf, die älteste Stadt der Welt zu sein.
In christlicher Zeit war Byblos unter dem Namen Gibelet oder Giblet Bischofssitz und eine wichtige Basis der Kreuzfahrer, die hier eine Festung und eine Johannes dem Täufer geweihte Kathedrale errichteten. Die Stadt war das Zentrum der Herrschaft Gibelet innerhalb der Grafschaft Tripolis. Sie wurde 1187 von Saladin erobert, 1197 von den Kreuzfahrern (Kreuzzug Heinrichs VI.) zurückerobert und erst 1298 endgültig von den Mameluken eingenommen. 1516 kam Byblos unter die Kontrolle des Osmanischen Reiches.

## Archäologie

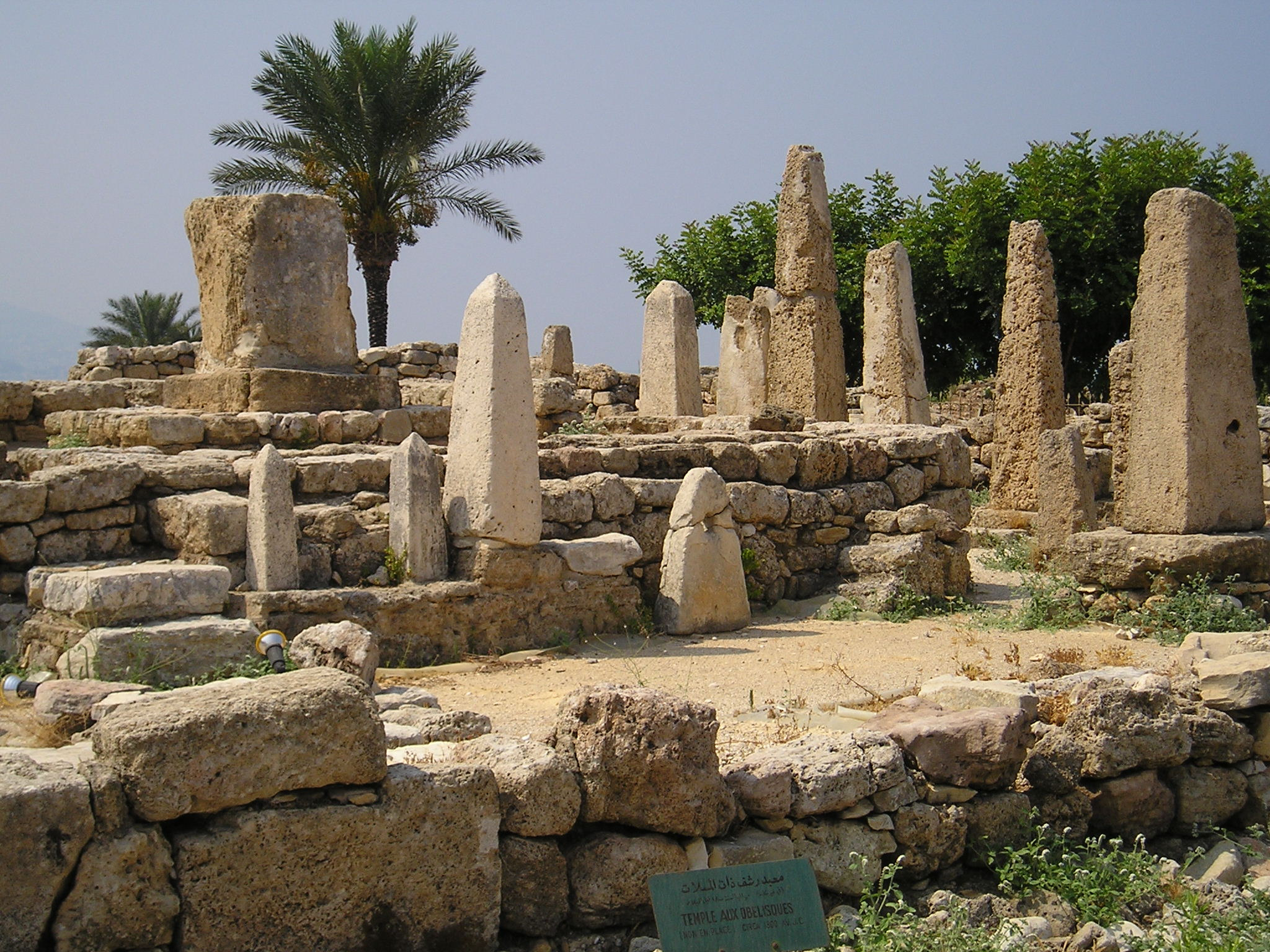
Tempel der Obelisken

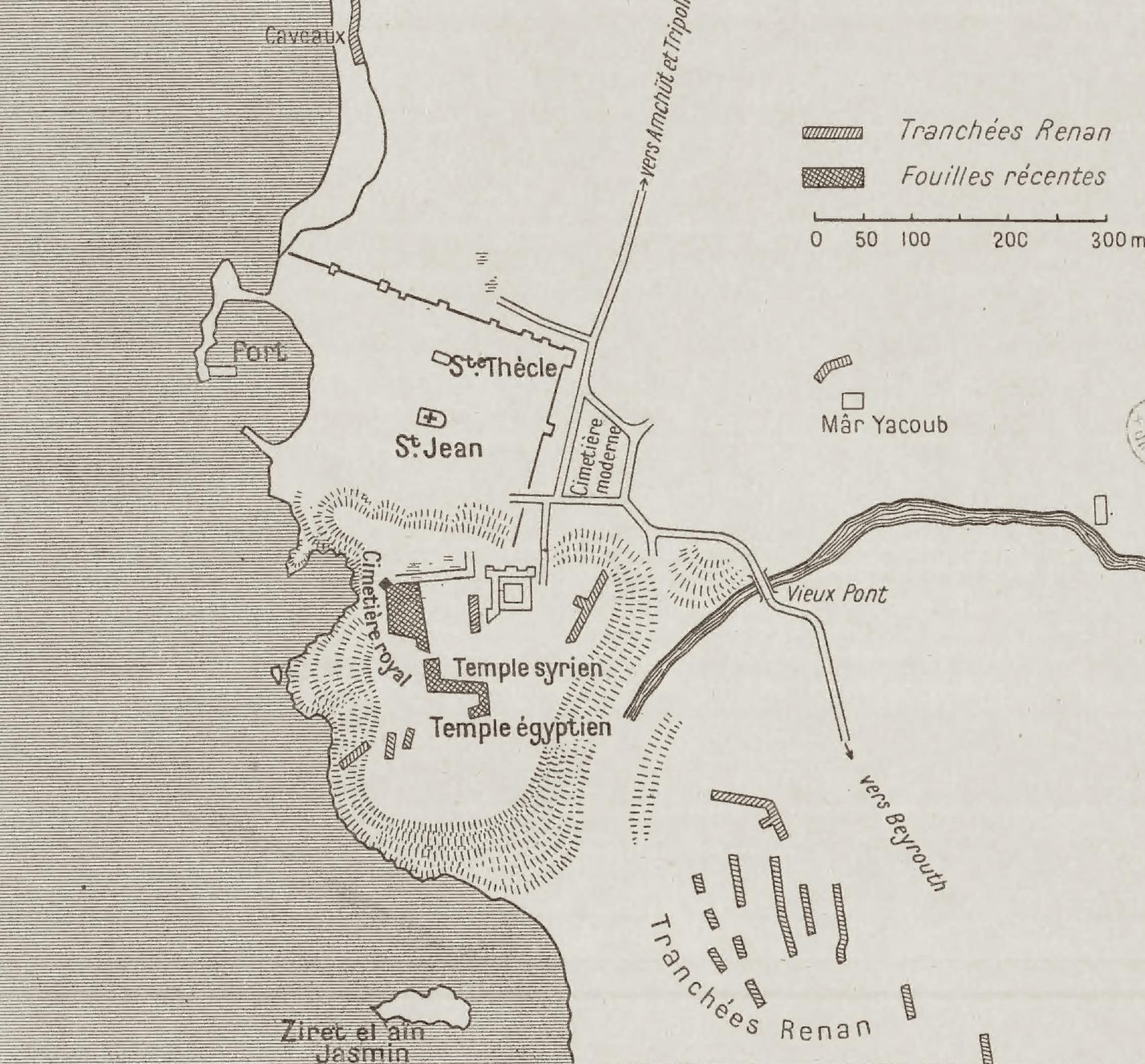
Plan des Grabungsgeländes

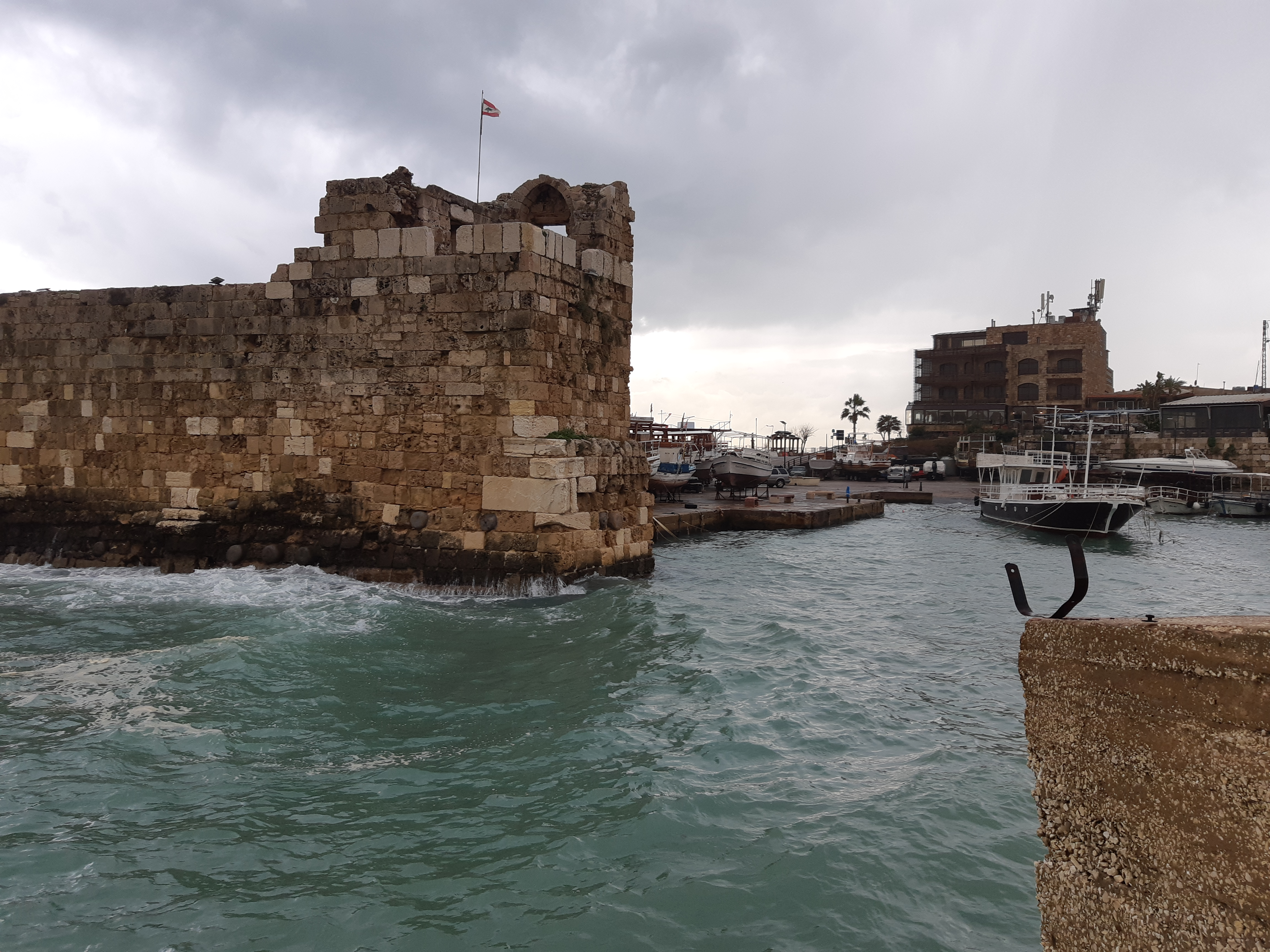
Alte Hafenanlagen

In Byblos wurde 1920 bis 1924 von Pierre Montet und Maurice Dunand gegraben. Bedeutende Bauwerke der Stadt sind der Tempel der Obelisken (ca. 1900–1600 v. Chr.), in dem sich zahlreiche Bronzefiguren fanden, diverse ungeplünderte Gräber von Königen (um 1800 v. Chr.), das Grab des Ahiram mit seinem dekorierten Sarkophag sowie ein römisches Theater.
Im Jahre 1984 wurde Byblos zum UNESCO-Weltkulturerbe erklärt.

## Religion
Byblos war in der Antike das Hauptzentrum des Adonis-Kultes. Adonis soll der Sage nach an einer Quelle einige Kilometer südlich von Byblos ums Leben gekommen sein. In Byblos trauerte man jedes Jahr 8 Tage lang um seinen Tod und feierte andererseits auch seine Wiederauferstehung.

## Dokumentationen
- Geheimnisvolles Byblos – antike Weltstadt im Libanon. (Originaltitel: Liban – Les secrets du royome de Byblos.) TV-Dokumentation in HD von Philippe Aractingi (Buch / Regie), Frankreich für Arte France; deutsche Synchronfassung 2024 für arte. Mit Beiträgen von Julien Chanteau, Tanja Zaven, Joyce Nassar, Claude Doumet-Serhal, Ziad el Morr, Jabbour Fakhri, Vassil Dobrev, Pierre Tallet, Ariane Thomas, Martine Francis-Allouche, Riva Daniel, Rami Yassine, Hélène Sader, Jwana Chahoud, Robert Hawley und Sarkis el Khoury.